# Fortaleza de Vaxholm
A fortaleza de Vaxholm (em sueco:  Vaxholms fästning ) é uma antiga fortificação militar, situada na pequena ilha de Vaxholmen, no estreito entre a cidade de Vaxholm e a ilha de Rindö, no arquipélago de Estocolmo. 
Foi erigida inicialmente em meados do século XVI pelo rei Gustavo Vasa para defender Estocolmo contra ataques vindos de leste. Foi atacada pelos dinamarqueses em 1612 e pelos russos em 1719. Em 1813 a fortificação tinha a configuração atual, mas perdeu o seu valor militar por não poder resistir à artilharia moderna.

Atualmente é uma atração turística acessível por barco de Estocolmo. Dispõe de um museu dedicado à defesa costeira da Suécia durante 500 anos e de uma pousada.

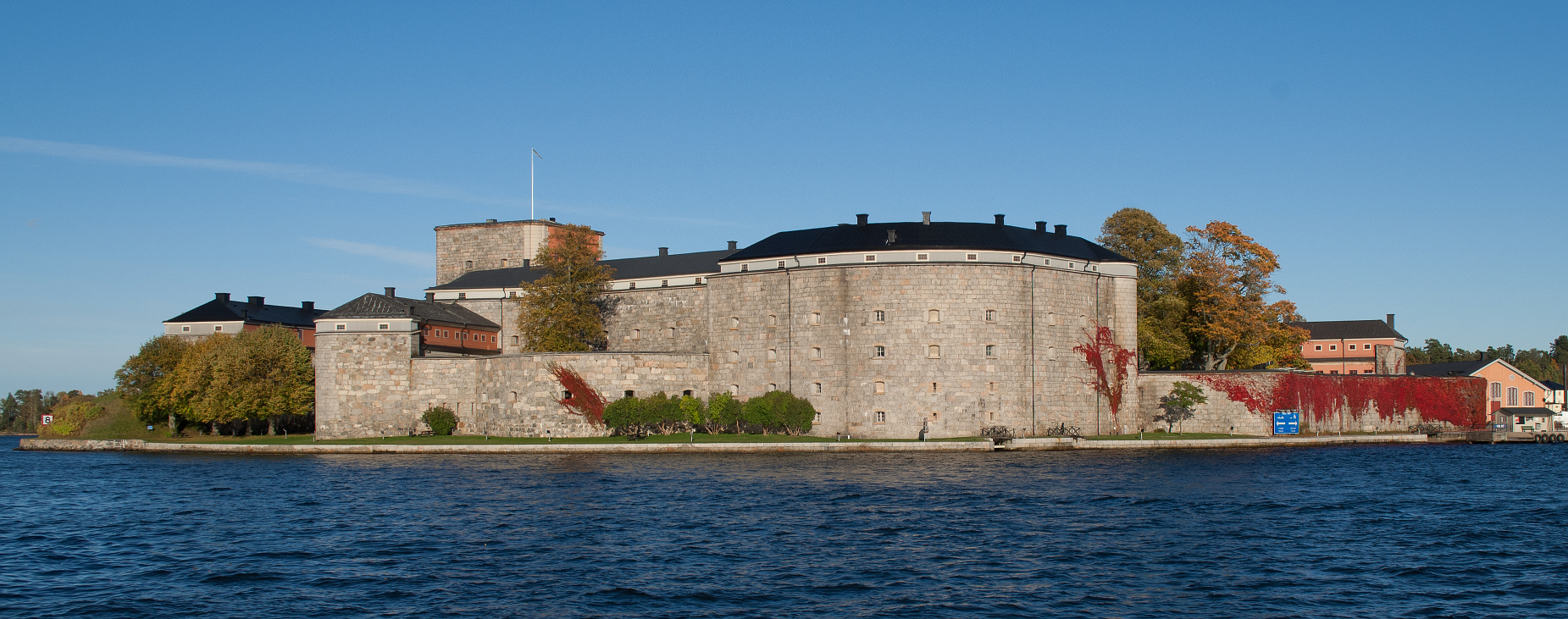
A fortaleza vista de Vaxholm
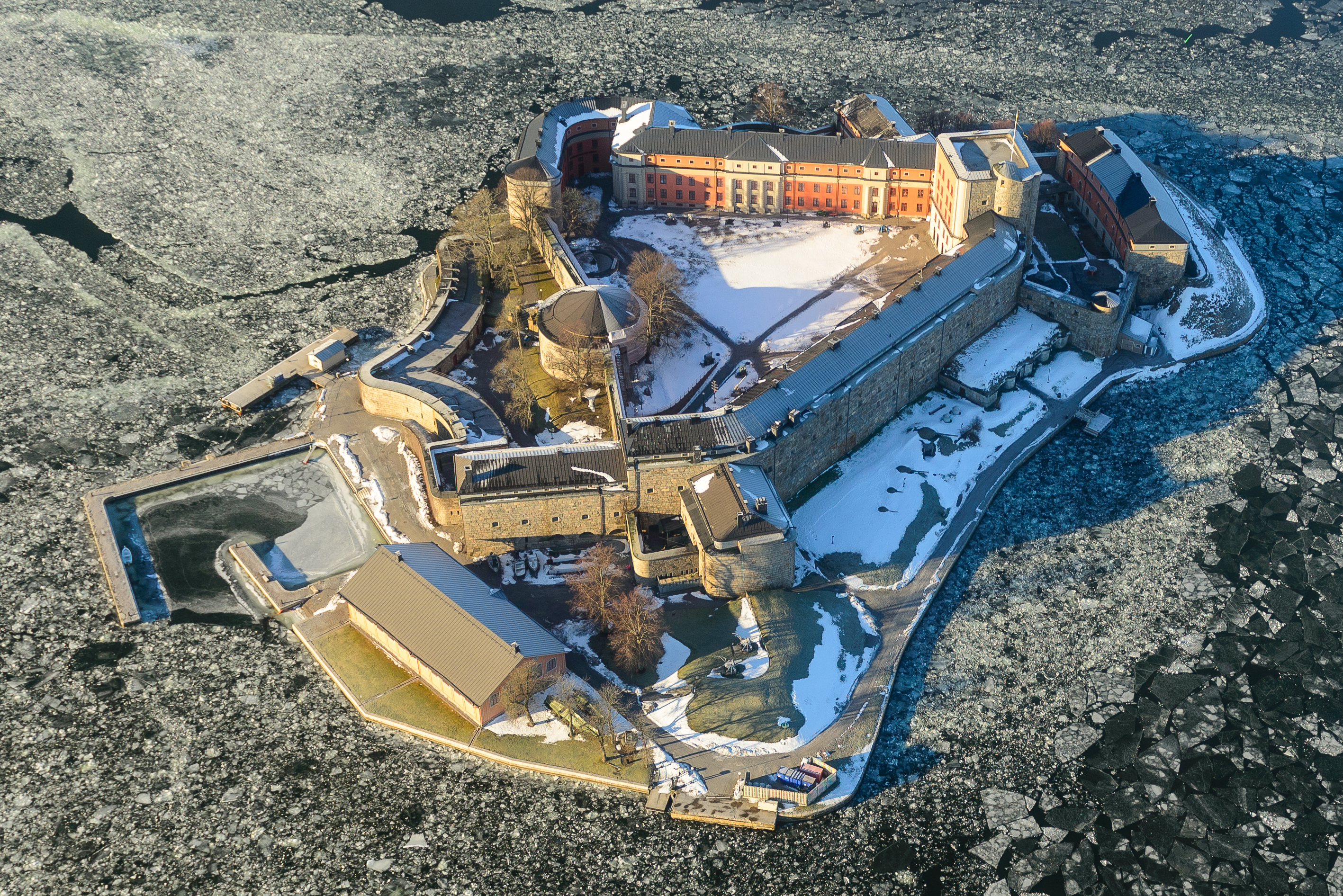
Vista aérea da fortaleza